# Tiroteo en la sinagoga de Poway
El tiroteo de la sinagoga de Poway se produjo el 27 de abril de 2019, cuando un hombre armado con un fusil tipo AR-15 disparó dentro de la sinagoga de Jabad en Poway, una ciudad aproximadamente a 20 millas (32 km) al norte de San Diego, California, Estados Unidos. El ataque tuvo lugar el último día de la festividad de Pésaj, que cayó en un Shabat. Una mujer murió y otras tres personas resultaron heridas, incluido el rabino de la sinagoga.  Después de huir de la escena, el presunto pistolero llamó al 911 e informó del tiroteo. Fue detenido en su automóvil a aproximadamente 2 millas (3,2 km) de la sinagoga por un policía de San Diego.

## Ataque
Aproximadamente a las 11:23 a. m. PDT, un hombre armado identificado como John T. Earnest, de 19 años de edad, presuntamente ingresó a la sinagoga de Jabad de Poway el último día de la festividad judía de la Pascua, que cayó en un Shabat. Aproximadamente 100 personas estaban dentro de la sinagoga. El pistolero abrió fuego en el vestíbulo del edificio con un fusil tipo AR-15, hirió al rabino Yisroel Goldstein, el rabino fundador de la congregación, y mató a Lori Gilbert-Kaye, de 60 años, quien saltó frente al rabino para protegerlo.  Después de que el hombre armado huyó, Goldstein habló a la congregación a pesar de su herida, diciéndoles que se mantuvieran fuertes. Otro congregante y su sobrina de 8 años también resultaron heridos. Se espera que todos los lesionados se recuperen, aunque Goldstein perdió su dedo índice derecho a pesar de cuatro horas de cirugía.
La pistola del tirador se atascó durante el disparo, evitando víctimas adicionales. Dos miembros de la congregación corrieron hacia él. El sospechoso huyó de la sinagoga y entró en un sedán Honda. Un oficial fuera de servicio de la Patrulla Fronteriza de los Estados Unidos que trabajaba como guardia de seguridad en la sinagoga abrió fuego cuando el sospechoso escapó y golpeó su auto varias veces, pero el sospechoso huyó ileso.
Poco después, Earnest llamó por teléfono al 911 e informó sobre el tiroteo. Fue detenido a aproximadamente 2 millas (3,2 km) de la sinagoga por un oficial de policía de San Diego que respondió al tiroteo. Earnest saltó de su auto con las manos en alto y fue detenido sin incidentes. El oficial de arresto vio un rifle en el asiento del automóvil. El ataque ocurrió exactamente seis meses después del tiroteo en la sinagoga de Pittsburgh.

## Consecuencias
El 30 de abril, Earnest fue procesado en la Corte Superior del Condado de San Diego por un cargo de asesinato y tres cargos de intento de asesinato. Los cuatro cargos incluían "acusaciones de delitos de odio y armas de fuego" que pueden incurrir en penas más severas tras la condena. El cargo de asesinato incluye una "circunstancia especial" en la que Earnest mató intencionalmente a su víctima (Kaye) debido a su religión, que podría incurrir en la pena de muerte según la ley de California. Earnest se declaró inocente de todos los cargos. El 30 de septiembre de 2021 John T. Earnest fue condenado a cadena perpetua.
También se presentó una denuncia penal contra Earnest acusándolo de incendio en una casa de culto, una referencia al intento de incendio en marzo contra una mezquita en Escondido. Earnest fue ordenado retenido sin fianza. Su próxima audiencia judicial está programada para el 30 de mayo.>